# Bjureldelegationen
Bjureldelegationen, eller Särskilda näringspolitiska delegationen som var det officiella namnet, tillsatt av regeringen Fälldin under 70-talets industrikris för att utreda näringslivets villkor och förutsättningar. Efter nästan ett år senare, i februari 1979, presenterades betänkandet Vägar till ökad välfärd Ds Ju 1979:1 av delegationen.

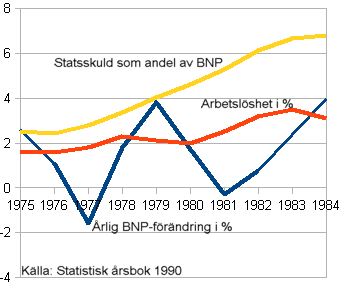
Tillväxt (BNP-förändring), statsskuld och arbetslöshet under åren 1975-1984

## Bakgrund
I mitten av 1970-talet var det lågkonjunktur och delar av den svenska industrin fick stora strukturproblem. Krisen gav upphov till industrinedläggningar, ökad arbetslöshet, hög inflation och en kraftigt ökande statsskuld. Särskilt hårt drabbades stålindustrin och skeppsvarven.

## Deltagare
I mars 1978 tillsatte statsminister Torbjörn Fälldin Särskilda näringspolitiska delegationen med den dåvarande generaldirektören för Televerket Bertil Bjurel som ordförande. Direktivet var att göra en förutsättningslös bedömning av utvecklingsbetingelserna för den svenska industrin. Delegationen bestod av:
- Bertil Bjurel ordförande,
- Assar Lindbeck nationalekonom,
- Erik Höök VD för Jernkontoret,
- Dick Ramström företagsekonom,
- Ulf af Trolle företagsekonom,
- Sven Brohult tidigare ordförande i Ingenjörsvetenskapsakademien,
- Krister Wickman tidigare riksbankchef
- Erik Lehman ordförande i Träindustriarbetareförbundet.

## Delegationens förslag
Betänkandet Vägar till ökad välfärd Ds Ju 1979:1 presenterades i februari 1979. Förslagen grundades på analys av ett antal problemområden rörande funktionsdugligheten i svensk ekonomi. Ekonomiska incitatment för företag och individer var ett område. De övriga var regleringar på arbetsmarknaden, finansieringen av offentliga tjänster samt brister i utbildning och forskning. 
Högst 50 procent i marginalskatt, differentiering av löner, ökad rörlighet på arbetsmarknaden var några av förslagen. Två av delegationens ledamöter, Krister Wickman och Erik Lehman reserverade sig mot rapporten i slutsammanträdet med motiveringen: "Eftersom vi inte delar den grundsyn som präglar uppläggningen av delegationens betänkande och de värderingar som direkt eller indirekt bestämt många av delegationens konkreta förslag, reserverar vi oss emot betänkandet i dess helhet"